# نات روبرتسون
نات روبرتسون (بالإنجليزية: Nat Robertson)‏ هو سياسي أمريكي، ولد في 1963 في غينزفيل في الولايات المتحدة. حزبياً، نشط في الحزب الجمهوري.